# Hemingford Abbots
Hemingford Abbots est une paroisse civile et un village du Cambridgeshire, en Angleterre.